# Кубок Екстракляси
Кубок Ліги Польщі з футболу (пол. Puchar ligi w polskiej piłce nożnej) — футбольні змагання в Польщі, організовані в 1952, 1977 - 1978 i 1999 - 2002 роках. З 2006 проводиться Кубок Екстракласи Польщі з футболу. Турнір, у якому беруть участь професіональні клуби найвищої ліги, деколи другої ліги.
Назви Кубку Ліги у Польщі:
- 1952: Кубок З'їзду Молодих Передовиків (пол. Puchar Zlotu Młodych Przodowników)
- 1977-1978: Кубок Ліги (пол. Puchar Ligi)
- 1999-2002: Кубок Польської Ліги (пол. Puchar Ligi Polskiej)
- 2007-2009: Кубок Екстракласи (пол. Puchar Ekstraklasy)

## Резюме
Перші змагання за Кубок Ліги серед 12 команд ліги були проведені літом 1952 року. Команди спочатку були поділені на дві групи, у яких ліговою системою визначалися переможці, які у фіналі змагалися за Кубок З'їзду молодих передовиків. Потім довгий час про Кубок забули. Тільки у 1977 року знову розігрувався Кубок серед клубів тодішньої першої ліги. Після двох сезонів, Кубок знову припинив існування. У 1999-2002 рр. відбулися наступні 3 фінали. Потім через мале зацікавлення турніром не проводилися. З 2006 проводиться Кубок Екстракласи Польщі з футболу під егідою Екстракласи СА, всі попередні турніри організував Польський футбольний союз.

## Усі фінали Кубка Ліги Польщі
| Сезон | Переможець                               | Рахунок  | Фіналіст                      |
| ----- | ---------------------------------------- | -------- | ----------------------------- |
|       |                                          |          |                               |
| 1952  | «Вавель» (Краків)                        | 5:1      | «Краковія» (Краків)           |
| 1977  | «Одра» (Ополе)                           | 3:1      | «Відзев» (Лодзь)              |
| 1978  | «Гурник» (Забже)                         | 2:0      | «Заглембє» (Сосновець)        |
| 2000  | «Полонія» (Варшава)                      | 2:1      | «Легія» (Варшава)             |
| 2001  | «Вісла» (Краків)                         | 3:0, 1:2 | «Заглембє» (Любін)            |
| 2002  | «Легія» (Варшава)                        | 3:0, 1:2 | «Вісла» (Краків)              |
| 2007  | «Дискоболія» (Гродзиськ-Великопольський) | 1:0      | ГКС «Белхатув»                |
| 2008  | «Дискоболія» (Гродзиськ-Великопольський) | 4:1      | «Легія» (Варшава)             |
| 2009  | «Шльонськ» (Вроцлав)                     | 1:0      | «Одра» (Водзіслав-Шльонський) |

## Статистика за історію

### Найуспішніші клуби
За всю історію проведення розіграшу Кубка Ліги Польщі фіналістами ставали 12 клубів. Лідерем класифікації є «Дискоболія» (Гродзиськ-Великопольський), яка має вдвічі більше здобутих титулів від другого у класифікації «Легія» (Варшава).
| №. | Клуб                                     | Місця на подіум | Місця на подіум | Переможні сезони |
| №. | Клуб                                     | Володар         | Фіналіст        | Переможні сезони |
| -- | ---------------------------------------- | --------------- | --------------- | ---------------- |
| 1. | «Дискоболія» (Гродзиськ-Великопольський) | 2               |                 | 2007, 2008       |
| 2. | «Легія» (Варшава)                        | 1               | 2               | 2002             |
| 3. | «Вісла» (Краків)                         | 1               | 1               | 2001             |
| 4. | «Вавель» (Краків)                        | 1               |                 | 1952             |
| 4. | «Одра» (Ополе)                           | 1               |                 | 1977             |
| 4. | «Гурник» (Забже)                         | 1               |                 | 1978             |
| 4. | «Полонія» (Варшава)                      | 1               |                 | 2000             |
| 4. | «Шльонськ» (Вроцлав)                     | 1               |                 | 2009             |
| 7. | «Краковія» (Краків)                      |                 | 1               |                  |
| 7. | «Відзев» (Лодзь)                         |                 | 1               |                  |
| 7. | «Заглембє» (Сосновець)                   |                 | 1               |                  |
| 7. | «Заглембє» (Любін)                       |                 | 1               |                  |
| 7. | ГКС «Белхатув»                           |                 | 1               |                  |